# Zespół Historyczno-Pamiętnikarski przy Oddziale Warszawskim Stowarzyszenia Bibliotekarzy Polskich
Zespół Historyczno-Pamiętnikarski przy Oddziale Warszawskim Stowarzyszenia Bibliotekarzy Polskich – jeden z zespołów należących do struktury Stowarzyszenia Bibliotekarzy Polskich, w których prowadzone są prace merytoryczne, założony 12 maja 1964 r.

## Działalność
Na zebraniu założycielskim obecni byli bibliotekarze warszawscy, m.in.: Halina Chamerska, Regina Danysz-Fleszarowa, Barbara Groniowska, Alodia Kawecka-Gryczowa, Czesław Gutry, Helena Handelsman, Józefa Kornecka, Jadwiga Filipkowska-Szemplińska, Ksawery Świerkowski, Zofia Warczygłowa-Piotrowska i Elżbieta Widerszalowa. Inicjatorką powstania zespołu była Józefa Kornecka, wybrana na sekretarza, przewodniczącą została Helena Handelsman, wiceprzewodniczącą Zofia Warczygłowa-Piotrowska. Wkrótce kreatywnie włączyły się Janina Cygańska, Irena Morsztynkiewiczowa, Ewa Pawlikowska, Zofia Szymanowska, Maria Czarnowska, Zofia Steffen-Padowiczowa i Danuta Stępniewska. Skład zespołu zmieniał się na przestrzeni lat.
Celem i zadaniem zespołu było i jest nadal „zachowanie pamięci o ludziach zasłużonych dla polskiego bibliotekarstwa” i zbieranie dokumentacji o dorobku nieżyjących już bibliotekarzy. Główny nacisk położono na historię bibliotekarstwa warszawskiego. Ustalono podstawowe formy działalności: organizowanie spotkań poświęconych zmarłym pracownikom bibliotek, publikowanie wspomnień o bibliotekarzach i zbieranie materiałów o bibliotekarstwie warszawskim. Prace zespołu odbywały się początkowo w trzech komisjach: archiwalnej, reporterskiej i redakcyjno-wydawniczej. Członkowie zespołu pracują jako wolontariusze i nie dostają wynagrodzenia za pracę. Grupa nie ma stałej siedziby, zebrania organizacyjne odbywają się przede wszystkim w Bibliotece Publicznej m.st. Warszawy, Bibliotece Głównej Województwa Mazowieckiego przy ul. Koszykowej 26/28, dawniej również w siedzibie Centralnej Biblioteki Wojskowej przy ul. Ostrobramskiej 109. Omawianie spraw i zagadnień często odbywa się też w siedzibie Wydawnictwa Naukowego i Edukacyjnego Stowarzyszenia Bibliotekarzy Polskich przy ul. Konopczyńskiego 5/7 i w mieszkaniach prywatnych.
Grupa ta jest wyjątkowa w skali kraju, gdyż nie posiada swojego odpowiednika w innych okręgach SBP. Podobnie jak inne zarządy zespołów, również i to grono ma możliwość zgłaszania wniosków o przyznanie godności Członka Honorowego SBP. Pięciu obecnych członków zespołu posiada ten tytuł: Maria Lenartowicz (nadany w 1993); Barbara Drewniewska-Idziak, Janina Jagielska, Jan Wołosz (2005) i Ewa Stachowska-Musiał (2009).
Pierwszymi publikacjami zespołu były artykuł omawiający wieczór wspominkowy z 2 grudnia 1964 r. i lista warszawskich bibliotekarzy zmarłych w latach 1947–1964. W późniejszych czasach przewodniczące i członkinie publikowały również artykuły podsumowujące prace grupy. Były to prace Ireny Morsztynkiewiczowej, Marii Dybaczewskiej i Zofii Warczygłowy-Piotrowskiej, Jadwigi Sadowskiej oraz Janiny Jagielskiej. W skład zespołu wchodzą bibliotekarze z reguły po przejściu na emeryturę, ale w pracach uczestniczą też czynni pracownicy książnic i instytutów, o dużym doświadczeniu zawodowym i chęci do pracy społecznej.
Władze wybierane są na pięć lat. Zarząd kadencji 2017-2021 i członkowie zostali wybrani przez aklamację 14 listopada 2017 r. W Zarządzie znajdują się: Janina Jagielska – przewodnicząca, Barbara Drewniewska-Idziak – zastępca przewodniczącej, Ewa Barteczko – sekretarz, Krystyna Kuźmińska – członek zarządu, Elżbieta Skibińska – członek zarządu. Minimum dwa razy do roku odbywają się spotkania Zarządu z członkami, na których przewodnicząca przedstawia sprawozdanie z działalności, omawiane są plany prac i ich dotychczasowy stan realizacji. W maju 2019 r. Zespół obchodził 55. rocznicę działalności. Z tej okazji odbyło się spotkanie okolicznościowe w siedzibie Biblioteki Publicznej m.st. Warszawy.

## Przewodniczące
- Helena Handelsman (1891-1976) w latach 1964–1969
- Irena Morsztynkiewiczowa (1902-1986), w latach 1969–1986
- Ewa Pawlikowska (1913-1992) w latach 1986–1990
- Elżbieta Widerszalowa (1907-1995) od marca 1990 do grudnia 1991
- Janina Cygańska (1921-2003) w latach 1992–2003
- Janina Jagielska (ur. 1938) od 10 grudnia 2003

## Formy działania

### Spotkania okolicznościowe
Najstarszą formą działalności zespołu są spotkania poświęcone konkretnym osobom oraz rocznicom i wydarzeniom z życia bibliotekarskiego, ogólnie kulturalnego. Spotkań jest kilka w roku, od jednego do pięciu, w latach 1964–2018 zorganizowano ich 97; 80 poświęcono osobom, 17 wydarzeniom. Zdecydowaną większość dedykowano bibliotekarzom bibliotek warszawskich, naukowych i publicznych, czasem szkolnych; wiele pracownikom Biblioteki Publicznej m.st. Warszawy. Stałych miejsc spotkań jest kilka: Biblioteka Narodowa, Centralna Biblioteka Wojskowa, Centralna Biblioteka Rolnicza i głównie Biblioteka Publiczna m.st. Warszawy. Wszystkie są organizowane przez Zespół, Koła SBP i dodatkowo przez instytucje, w której pracowali wspominani bibliotekarze. Prelegentami są przyjaciele, współpracownicy i przełożeni. Informacje o wydarzeniach pojawiają się systematycznie od listopada 2011 r. w Newsletterze SBP z kilkudniowym wyprzedzeniem, rozsyłane są zaproszenia do bibliotek i osób prywatnych. Anonsy po spotkaniach drukowane są w „Bibliotekarzu” w rubryce Z Życia SBP.

### Redagowanie serii wydawniczej „Bibliotekarze Polscy we Wspomnieniach Współczesnych”
Kolegium Redakcyjne serii składa się z siedmiu osób. Jest to najstarsza seria w Wydawnictwie Naukowym i Edukacyjnym SBP o charakterze historyczno-wspomnieniowym. W zespole od początku istnienia chciano publikować wspomnienia o bibliotekarzach, głównie warszawskich i ogłaszano biogramy na łamach „Bibliotekarza”. Za kadencji przewodniczącej I. Morsztynkiewiczowej udało się wydać dwie pozycje książkowe z życiorysami wybitnych polskich bibliotekarzy i bibliologów. Edytorem był jeszcze wówczas Zakład Narodowy im. Ossolińskich, który opublikował je w serii „Książki o Książce”.
W przeciwieństwie do organizowanych przez Zespół spotkań, biogramy są poświęcone bibliotekarzom z całego kraju, nie tylko z okręgu warszawskiego. Zespół zgłasza do innych Okręgów SBP prośby o nadsyłanie tekstów, przesyła informacje dla autorów, jakie są wymogi formalne przy pisaniu wspomnień. Autorami utworów są z reguły osoby znające opisywane postacie, ich współpracownicy, podwładni lub po prostu koledzy. Są to bibliotekarze, historycy, wykładowcy uniwersyteccy. W latach 1991–2021 ukazało się 17 tomów.

### Inne publikacje
Opracowano Kalendarium Zespołu, które zaprezentowano 15 maja 2014 r. w Centralnej Bibliotece Rolniczej z okazji obchodów 50. rocznicy powstania. W grupie podjęto się także opracowania Kalendarium Oddziału Stowarzyszenia Bibliotekarzy Polskich w Warszawie 1924-2014, które przedstawiono 1 października 2014 r. w czasie 90. rocznicy jubileuszu Oddziału Warszawskiego SBP.

### Współpraca z Pracownią „Słownika pracowników książki polskiej”[13]
Zespół Historyczno-Pamiętnikarski, współpracując z redakcją Słownika pracowników książki polskiej, typuje osoby, których biogramy powinny znaleźć się w następnym tomie i przekazuje ich wykazy. Podobnie jak w przypadku spotkań, skupia się na postaciach z ośrodka warszawskiego.

### Wykaz miejsc spoczynku zasłużonych bibliotekarzy warszawskich
W listopadzie 2015 r. na zebraniu zespołu w Bibliotece Publicznej m.st. Warszawy powołano grupę do stworzenia listy grobów warszawskich bibliotekarzy. Rezultaty pracy ogłoszono 15 października 2018 r. na Portalu SBP i na Facebooku Oddziału Warszawskiego SBP. Zamieszczono alfabetyczną listę 135 bibliotekarzy, z krótkim jednozdaniowym opisem osiągnięć zawodowych i miejscem spoczynku, łącznie z numerem kwatery. Obecnie wykaz zawiera 223 nazwiska

### Noty biograficzne na Ogólnopolskim portalu bibliotekarskim Stowarzyszenia Bibliotekarzy Polskich z okazji okrągłych rocznic śmierci
Na Portalu SBP w zakładce Wiadomości/Rocznice od stycznia 2018 r. ukazują się krótkie noty biograficzne osób z okazji okrągłych rocznic ich śmierci, czyli od dziesięciu wzwyż. Teksty piszą członkowie zespołu na podstawie biogramów z serii, artykułów wspomnieniowych z „Bibliotekarza” lub „Przeglądu Bibliotecznego” i haseł ze Słownika pracowników książki polskiej.